# Brzóski-Falki
Brzóski-Falki – wieś w Polsce położona w województwie podlaskim, w powiecie wysokomazowieckim, w gminie Wysokie Mazowieckie.
Zaścianek szlachecki Falki należący do okolicy zaściankowej Brzoski położony był w drugiej połowie XVII wieku w powiecie brańskim ziemi bielskiej województwa podlaskiego. W latach 1975–1998 miejscowość administracyjnie należała do województwa łomżyńskiego.
Wierni kościoła rzymskokatolickiego należą do parafii św. Apostołów Piotra i Pawła w Wysokiem Mazowieckiem.

## Historia
W pobliżu położonych jest kilka innych wsi o nazwie Brzóski, różniących się drugim członem nazwy. W XIX w. wsie tworzyły okolicę szlachecką Brzóski. W jej obrębie znajdowały się: Brzóski-Gromki, Brzóski-Falki, Brzóski-Tatary, Brzóski-Gawrony i Brzóski-Brzezińskie. Zygmunt Gloger wymienia również Brzóski-Jakubowięta, Brzóski-Markowięta, Brzóski-Stanisławięta. Dwie ostatnie wioski zmieniły nazwę na Brzóski-Markowizna i Brzóski-Stankowizna. Okolica ta była gniazdem rodu Brzosków.
W roku 1827 wieś liczyła 10 domów i 57 mieszkańców.
Pod koniec wieku XIX wieś należała do powiatu mazowieckiego, gmina i parafia Wysokie Mazowieckie.
W roku 1921 we wsi naliczono 23 budynki z przeznaczeniem mieszkalnym oraz 122. mieszkańców (59. mężczyzn i 63 kobiety). Wszyscy zgłosili narodowość polską. Wyznanie rzymskokatolickie zadeklarowało 120. mieszkańców, prawosławne 2..